# Tebanske nekropole
Tebanske nekropole čini veliko područje na zapdnoj obali Nila, nasuprot drevnog grada Tebe, koje je služilo za pokapanje tijekom Starog Egipta, osobito za Srednjeg i Novog kraljevstva. 
Zbog toga su Tebanske nekropole, s gradom Tebom, 1979. godine upisane na UNESCO-ov popis mjesta svjetske baštine u Africi.

## Odlike
Ovo veliko područje gdje su tisućama godina sahranjivani faroni, njihova obitelj i dužnosnici kraljevstva, možemo podijeliti na:
- Kraljevske nekropole: Dolina kraljeva i Dolina kraljica
- Grobni hramovi: 
  - Deir el-Bahri gdje se nalaze grobni hramovi faraonke Hatšepsut, te faraona Mentuhotepa II. i Tutmozisa III.
  - Medinte Habu gdje se nalazi grobni hram i palače Ramzesa II., te grobni hramovi Aja i Horemheba
- Grobni hram Amenhotepa III.
- Grobni hram Setija I.
- Ramzeum

Ostale nekropole su Deir el-Medina gdje se nalaze grobnice radnika i tzv. "Grobnice plemića", raskošni hramovi egipatskog plemstva.